# Dezsőffy Rajz Katalin
Dezsőffy Rajz Katalin (Budapest, 1963. szeptember 29. –) magyar szinkronrendező, a Színház- és Filmművészeti Egyetem tanára. Korunk legsokoldalúbb és legtöbbet foglalkoztatott rendezője. Neki köszönhető a Jim Carrey–Kerekes József  páros kialakítása, az Amadeus, a Star Wars vagy a Rémálom az Elm utcában filmek magyar változata.

## Pályaképe
1963. szeptember 29-én  született. A Madách Imre Gimnázium irodalom-dráma tagozata elvégzése után nem nyert felvételt a Színház- és Filmművészeti Egyetemre, de Mezei Éva szinkronrendező (korábban tanára) által lehetőséget kapott filmvágóként dolgozni a Pannónia Filmstúdióban. 1 év után szinkronrendező-asszisztensként kezdett el dolgozni 1983-ban, ezt művelte 7 évig  Csákány Márta, majd Vajda István mellett, és később a Mafilm műtermeiben kezdett el asszisztenciát vállalni majd szinkront rendezni 1992-ben. Művészetében kialakított egy pszichológiai - " emberkezelési" formát a színészekkel, amely a műfaj "zsenijévé" avatta. Dolgozik Személyi és Életvezetési Tanácsadóként is. Fontosnak tartja a magyar nyelv ápolását, művelését, ismerését, erre ösztönzi és tanítja ifjú tanítványait. Pályáján kitanulta a vágó és a hangmérnöki feladatokat is, így gyakorlatilag multifunkcionalitást élvez munkájában. Jelenleg a Mafilm Audio Kft. címzetes, 2007-től  SDI Sun stúdió állandó szinkronrendezője. A Színház- és Filmművészeti Egyetem zenés-színész osztályát tanítja beszéd-hang és szinkrontechnikára.
1994-ben hozzáment korábbi kollégájához, Fék György Balázs Béla-díjas hangmérnökhöz. 1995-ben született meg első gyermekük András, majd 2004-ben Marcell.

## Fontosabb filmek
(Filmszinkron rendezéseinek száma 2000 fölött található)
- 10 dolog, amit utálok benned
- A csábítás elmélete
- A gonosz csábítása
- A három testőr
- A jövő kezdete
- A kábelbarát
- A kárhozat útja
- A kárhozottak királynője
- A kék lagúna
- A Minden6ó
- A párizsi diáklány
- A Sakál árnyéka
- A szerelem erejével
- A szerelem hálójában
- A Thomas Crown ügy (1999)
- A vizesnyolcas
- Ace Ventura 2 - Hív a természet
- Adatrablók
- Átkozott boszorkák
- Die Hard 2 - Még drágább az életed!
- Egy ágyban az ellenséggel
- Egyenesen át
- Egyik kopó, másik eb
- Erin Brockovich - Zűrös természet
- Halálos fegyver 2. (szinkron változat 1.)
- Halálos fegyver 2. (szinkron változat 2.)
- Halálos fegyver 3. (szinkron változat 1.)
- Halálos fegyver 3. (szinkron változat 2.)
- Halálos fegyver 4. (szinkron változat 1.)
- Ház a tónál
- Hóbarát
- Hullámhegy
- Ismeretlen hívás
- Jég veled!
- Kísérleti gyilkosság
- Kőbunkó
- Közös többszörös
- Made in America
- Megérzés
- Micsoda nő!
- Miről álmodik a lány?
- Nagy durranás
- Ősz New Yorkban
- Penge 2
- Rossz társaság (2002)
- Scooby-Doo - A nagy csapat
- Showgirls
- Szabadság, szerelem
- Szentivánéji álom (1999)
- Szökésben (1994)
- Több mint testőr
- Tökéletes világ
- Tűzoltó kutya
- Vagány nők klubja
- Válás francia módra
- Váltságdíj
- Velem vagy nélküled
- Yamakasi - A modern idők szamurájai

## Sorozatszinkronok
- Adam Sandler's Eight Crazy Nights
- Azok a ’70-es évek
- Conan , a detektív
- Csillagkapu
- Fiúkkal az élet
- Gyilkos elmék
- Korra legendája
- Slayers
- Smackdown
- Sok sikert, Charlie!
- Star Trek
- Szeretők (BBC)
- True Jackson, VP
- Vészhelyzet
- X-akták
- SpongyaBob